# Симфонія № 1 (Шостакович)
Симфонія № 1 фа мінор, тв. 10 — симфонія Дмитра Дмитровича Шостаковича, написана в 1924–1925 роках. Вперше виконана 12 травня 1926 року в Ленінграді в Санкт-Петербурзької академічної філармонії ім. Д. Д. Шостаковича під орудою М. Малька. Цей твір був дипломною роботою 19-річного Д. Шостаковича, який закінчував Ленінградську консерваторію.
Симфонія 4-х-частинна, останні дві виконуються без перерви:
1. Allegretto — Allegro non troppo
2. Allegro — Meno mosso — Allegro — Meno mosso
3. Lento — Largo — Lento (attacca:)
4. Allegro molto — Lento — Allegro molto — Meno mosso — Allegro molto — Molto meno mosso — Adagio

Тривалість — близько 30 хвилин.
Написана для подвійного складу симфонічного оркестру із включенням флейти-піколо, а також розвинутою партією фортепіано. В цій симфонії музикознавці відмічають вплив творчості С. Прокоф'єва та І. Стравінського. 
- Завантажити музику [Архівовано 27 січня 2008 у Wayback Machine.]

## Дискографія
| оркестр                                             | диригент                | Лнейбл                      | Рік запису | Формат |
| --------------------------------------------------- | ----------------------- | --------------------------- | ---------- | ------ |
| NBC симфонічний оркестр                             | Артуро Тосканіні        | Уранія                      | 1944 *     | CD     |
| NBC симфонічний оркестр                             | Артуро Тосканіні        | RCA Victor Gold Seal        | 1951 *     | CD     |
| Філадельфійський оркестр                            | Євген Орманді           | Sony Classical              | 1959       | CD     |
| Симфонічний оркестр BBC                             | Рудольф Кемпе           | BBC Легенди                 | 1965       | CD     |
| Берлінський симфонічний оркестр                     | Курт Зандерлінг         | Берлін Класика              | 1983       | CD     |
| Королівський шотландський національний оркестр      | Нееме Ярві              | Чандоса Records             | 1984       | CD     |
| Королівський філармонічний оркестр                  | Володимир Ашкеназі      | Decca Records               | 1988       | CD     |
| Чиказький симфонічний оркестр                       | Леонард Бернстайн       | Deutsche Grammophon         | 1988       | CD     |
| Schleswig-Holstein Festival Orchestra               | Леонард Бернстайн       | Медічі мистецтво / Euroarts | 1988       | DVD    |
| Національний симфонічний оркестр                    | Мстислав Ростропович    | Teldec                      | 1993       | CD     |
| Берлінський філармонічний оркестр                   | Маріс Янсонс            | EMI Classics                | 1994       | CD     |
| Симфонічний оркестр Цинциннаті                      | Хесус Лопес-Кобос       | Telarc                      | 2000       | CD     |
| Лондонським філармонічним оркестром                 | Курт Мазур              | ПОЛ                         | 2004       | CD     |
| Міланський симфонічний оркестр імені Джузеппе Верді | Олег Каетану            | Мистецтво Музика            | 2004       | CD     |
| Берлінський філармонічний оркестр                   | Сер Саймон Реттл        | EMI Classics                | 2005       | CD     |
| філармонії оркестр                                  | Єфрем Курц              | EMI Classics                |            | CD     |
| Галле оркестр                                       | Станіслав Skrowaczewski | Галле                       |            | SACD   |
| Празький симфонічний оркестр                        | Максим Шостакович       | Supraphon                   |            | CD     |
| оркестр Маріїнського театру                         | Валерій Гергієв         | Маріїнському                |            | CD     |
| Королівський філармонічний оркестр Ліверпуля        | Василь Петренко         | Naxos Records               |            | CD     |